# Ariane Bois
Pour les articles homonymes, voir Bois (homonymie).
Ariane Bois Heilbronn, née en 1961 à Saint-Mandé (France), est une romancière française, journaliste grand reporter et critique littéraire.

## Biographie
Ariane Bois a grandi près de Paris. Son père d'origine cévenole est médecin pour l'ONG Médecins du monde. Sa mère est journaliste. Sa famille maternelle d'origine juive turque a immigré en France dans les années 1920.
Elle se dirige vers une carrière de journaliste et fait des études à l'Institut d'études politiques de Paris où elle obtient un DEA en Histoire sur « La résistance juive organisée en France pendant la Seconde Guerre mondiale» en 1984 puis un master en journalisme à l'Université de New York deux ans plus tard. Après quelques années comme journaliste radio à New York et Boston, elle revient en France et devient grand reporter pour le groupe Marie Claire, poste qu'elle occupe pendant 25 ans. Elle est critique littéraire pour le magazine Avantages et depuis 2018, pour le Groupe Psychologies.
Parallèlement, elle écrit pour elle tout d'abord, mais finit par publier un tout premier roman en 2009 : Et le jour pour eux sera comme la nuit, un court récit remarqué sur le suicide d'un jeune et ses répercussions familiales. Elle obtient trois prix littéraires : prix du Premier Roman 2009 de la ville de Dijon, bourse Thyde Monnier de la Société des gens de lettres 2009 et prix Un livre, une commune de Combs-la-Ville 2010.
Encouragée par cet accueil positif, puisant dans son histoire familiale, elle entreprend une trilogie sur les enfants juifs et la résistance juive pendant et après la Seconde Guerre mondiale. Avec Le Monde d’Hannah en 2011, elle décrit le « petit Istanbul » parisien, puis les trains de la liberté en 1944 dans lesquels environ 400 juifs turcs persécutés ont fui de Paris à Istanbul. Paru en 2014, Sans oublier porte sur le deuil de la perte d'une mère, enfant cachée au Chambon-sur-Lignon, village Juste ; il obtient le prix Charles-Exbrayat 2014 de la ville de Saint-Étienne . Dans Le gardien de nos frères en 2016, le héros, juif résistant, accepte après guerre la mission de « dépisteur » pour retrouver son jeune frère. Le roman est primé trois fois : prix Wizo 2016, prix de la ville de Mazamet, prix de la ville de Vabre.
En 2017, dans un registre différent, Ariane Bois publie Dakota song qui évoque l'immeuble mythique new-yorkais, le Dakota, dans les années 1970, où vécurent des célébrités comme Lauren Bacall, Rudolf Noureev, John Lennon,,.
Avec son sixième roman, elle reprend des thèmes qui lui sont chers, la transmission des secrets de famille et la résilience. Après une enquête auprès d'une cinquantaine d'enfants de la Creuse, enfants déplacés de La Réunion vers plusieurs départements de France métropolitaine pendant 20 ans (1963-1984), elle publie en 2019 un roman à deux voix, L'île aux enfants,,.

## Œuvre littéraire

### Romans
- 2009 : Et le jour pour eux sera comme la nuit, Ramsay, réédition J’ai Lu (2010), réédition Mon Poche (2023)

Bourse Thyde Monnier de la SGDL, Premier Roman de la Ville de Dijon, Prix « Un livre, une commune » de Combs-la-Ville
- 2011 : Le Monde d’Hannah, Robert Laffont, réédition J’ai Lu (2014)
- 2014 : Sans oublier, Belfond, réédition Charleston poche (2019)
- 2016 : Le Gardien de nos frères, Belfond, réédition Charleston poche (2018)

Prix Wizo, Prix d'honneur Marc Galabru de La ville de Mazamet, Prix André Armangaud de la ville de Vabre
- 2017 : Dakota Song, Belfond ; réédition Charleston poche (2021)
- 2019 : L'Île aux enfants, Belfond, collection « Pointillés », réédition Charleston poche (2020)
- 2021 : L'Amour au temps des éléphants, Belfond, réédition Charleston poche (2022)
- 2022 : Éteindre le soleil, Plon
- 2023 : Ce pays qu'on appelle vivre, Plon, réédition Charleston poche (2024)
- 2024 : Après elle, Récamier

### Nouvelles
- 2012 : Dernières Nouvelles du front sexuel, l'éditeur

### Ouvrages collectifs
- 2014 : Petit traité à l'intention des rossignols, éditions Ilo
- 2014 : Livres secrets, 18 écrivains racontent, Le Castor astral
- 2015 : Lignes de vie, 18 écrivains disent leur rapport à la poésie, L'Atelier imaginaire, Le Castor astral
- 2018 : La Revue, récits et fictions courtes, Le Serpent à Plumes
- 2019 : Un couple, une ville, Charleston.

## Distinctions
- Chevalière de l'ordre des Arts et des Lettres[2]